# Tageslichtlampe
Unter einer Tageslichtlampe wird in der Fotografie eine künstliche Lichtquelle mit der Farbtemperatur des Tageslichts verstanden.
Im Gegensatz zum Blitzlicht liefert eine Tageslichtlampe Dauerlicht. Zur Beschreibung der Lichtqualität dient einerseits die Farbtemperatur von ca. 5500 Kelvin (Weißpunkt) und eine dem natürlichen Licht entsprechende spektrale Zusammensetzung. Man spricht daher auch von Vollspektrumlampen. Bei der Bereitstellung von Tageslicht wird meist auf LED-Beleuchtungstechnik zurückgegriffen.

## Technik
In der allgemeinen Beleuchtungstechnik werden Leuchtstofflampen als Tageslicht- oder Vollspektrumlampen bezeichnet, deren Farbspektren dem natürlichen Tageslicht nachempfunden sind. Ihre Farbtemperatur liegt nach DIN EN 12.464 bei 5300 bis 6500 Kelvin. Sie werden vor allem zur Beleuchtung von Arbeitsplätzen eingesetzt. Als Tageslicht-Leuchtmittel kommen auch Glühlampen oder Halogenlampen mit einem (blauen) Konversionsfilter zum Einsatz.
Haupteinsatz ist die Farbtreue, wie sie in der Fotografie und Präsentation wichtig ist, beispielsweise in Galerien und Museen, bei Juwelieren, bei Textilien und auch Schnittblumen. Gemessen wird das am Colour Rendering Index (Ra/CRI, gegen 100).
Im medizinischen Bereich werden Tageslichtlampen in der Lichttherapie gegen Winterdepression eingesetzt, typischerweise in hohen Beleuchtungsstärken (> 2000 Lux).